# Edwin Albert Link
Edwin Albert Link, häufig: Ed Link (* 26. Juli 1904 in Huntington (Indiana), USA; † 7. September 1981 in Binghamton (New York), USA), war der Erfinder des ersten Flugsimulators. Nach ihm benannte man diese Simulatoren Link-Trainer.

## Leben
Edwin Links Vorfahren väterlicherseits stammten aus Deutschland. Der erste Link in seiner Ahnenreihe, Hans Linck (damals noch Linck geschrieben), wird erstmals 1417 urkundlich in Wimpfen am Neckar, im heutigen Baden-Württemberg erwähnt. 1910 zog Link mit seiner Familie nach Binghamton im Bundesstaat New York, wo sein Vater eine bankrotte Musikfirma kaufte und zur Link Piano and Organ Company of Binghamton, New York umwandelte. Hier begann Edwin seine Karriere als Erfinder. In den zwanziger Jahren machte er mit beträchtlichem Geldaufwand seinen Pilotenschein. 
Noch während seiner Flugschulung begann er mit Teilen von Orgeln aus der Fabrik seines Vaters in den Jahren 1927 bis 1929 ein Übungsgerät zu entwickeln, mit dessen Hilfe angehende Piloten sicher und preiswert fliegen lernen konnten, ohne den Boden zu verlassen. Dabei kamen Link die Erfahrungen mit Mechanik und Pneumatik aus dem Klavier- und Orgelbau zustatten. Der Auszubildende saß dabei abgeschlossen von der Außenwelt in einer Kabine, konnte wie in einem richtigen Flugzeug steuern und erlebte die Reaktionen auf seine Manipulationen in allen drei Raumachsen. Link verbesserte diese Reaktionen, bis ein richtiger Flug überzeugend nachgeahmt werden konnte. Zusätzlich rüstete er den Trainer mit Instrumenten für den Blindflug aus. Das Gerät wurde 1930 patentiert. 
Obwohl erfolgreich, wurde der Trainer zuerst als Spielzeug betrachtet und die ersten Geräte an Vergnügungsparks verkauft.
1934, nach einer Reihe von Unfällen bei nächtlichen Postflügen, bestellte das US Army Air Corps sechs von Links Trainern, um das Trainingsprogramm für die Piloten zu verbessern. Auf einmal wurde die Öffentlichkeit auf dieses praktische Gerät aufmerksam und Bestellungen kamen aus allen Teilen der Welt, so auch aus Deutschland, den Niederlanden (KLM) und Japan (Kaiserliche Marine, 1935). Ab 1941 wurden alle amerikanischen Piloten an Link-Trainern ausgebildet. Während des Zweiten Weltkriegs lernten die amerikanischen Piloten in Links Trainern den Instrumentenflug und die Radioortung bei Schlechtwetterflügen und bei der Landung. 
Mit Hilfe seiner Frau Marion Clayton Link, die er 1931 geheiratet hatte, leitete Edwin Link das sehr erfolgreiche Unternehmen Link Aviation, Inc., das er 1954 verkaufte. Danach wandte Edwin Link sich der Unterwasserarchäologie und Unterwasserforschung zu.  Mit seinen zwei Söhnen William Martin und Edwin Clayton unternahm das Ehepaar Link zahlreiche Reisen, während deren Link daran arbeitete, die Tauchausrüstung zu verbessern, um tiefer, länger und sicherer tauchen zu können. Er war der Erste, der ein Gemisch aus Sauerstoff und Helium zur Atmung unter Wasser verwendete. 
Link war außergewöhnlich großzügig und spendete für viele Stiftungen. Seine Geschenke an die Binghamton University schließen Binghamtons ersten Stiftungslehrstuhl ein (Edwin A. Link Organ Music). Das Gelände des Flughafens von Binghamton wurde nach ihm als Edwin A Link Field benannt. Auf dem Flughafen ist ein originaler Link-Trainer ausgestellt.